# Transport kolejowy w Grecji

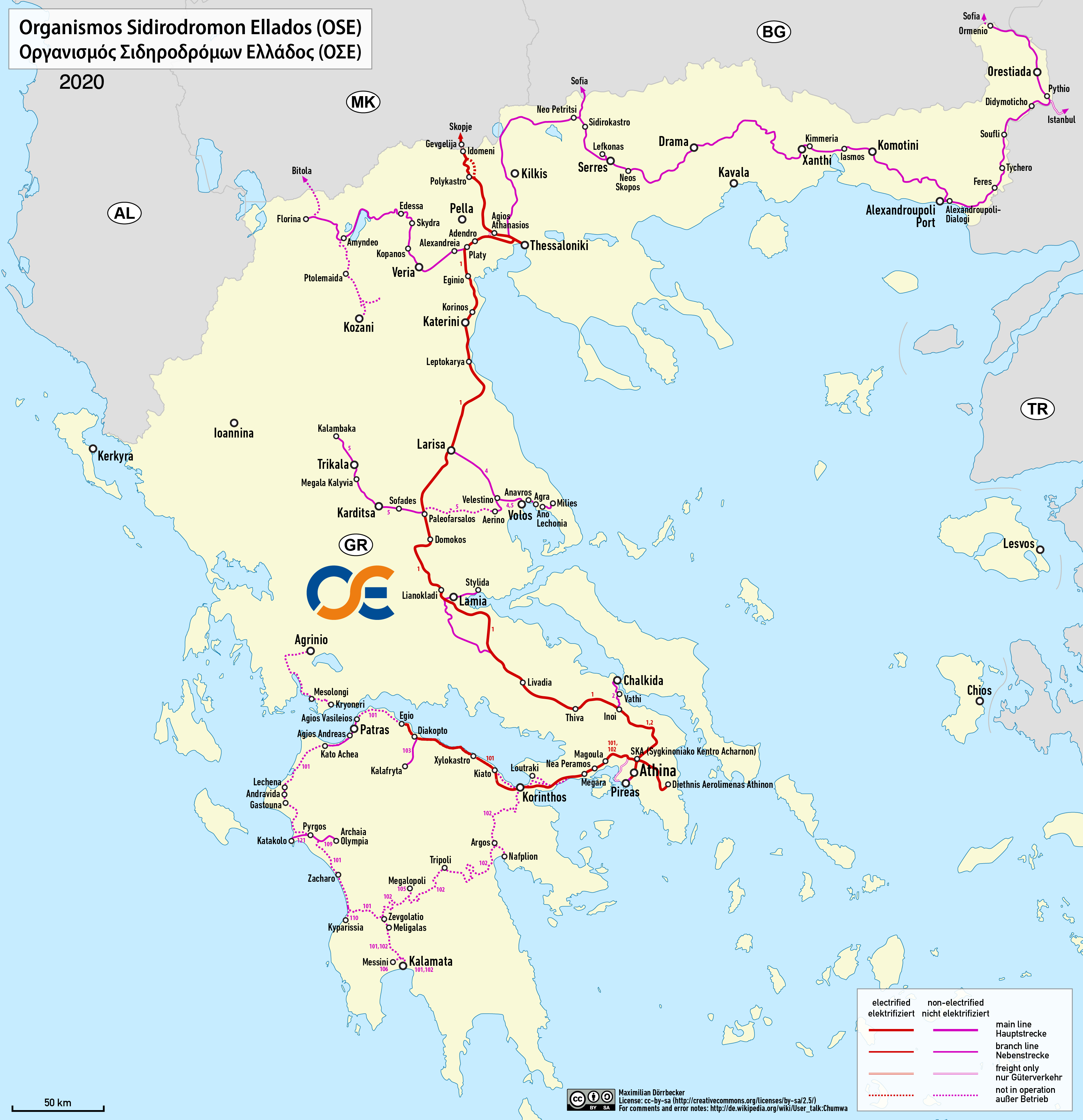
Mapa greckiej sieci kolejowej

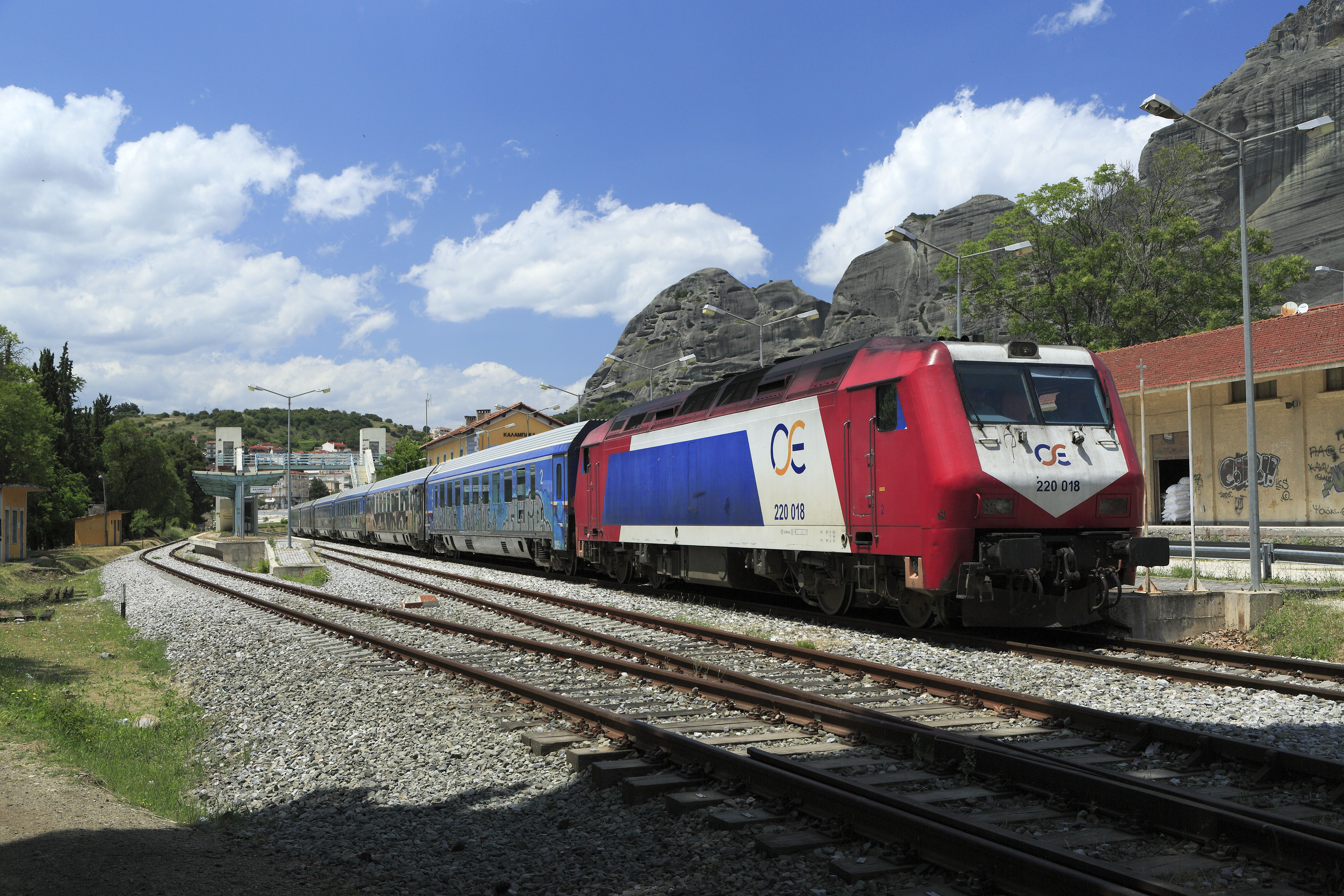
Pociąg relacji Ateny – Kalambaka

Transport kolejowy w Grecji – system transportu kolejowego działający na terenie Grecji.
W Grecji istnieje 2345 km linii kolejowych z czego 731 km jest zelektryfikowanych. Większość linii ma normalny rozstaw szyn – 1435 mm. Narodowy przewoźnik to Organismos Sidirodromon Ellados.

## Infrastruktura
Napięcie obowiązujące na liniach zelektryfikowanych to 25 kV 50 Hz.

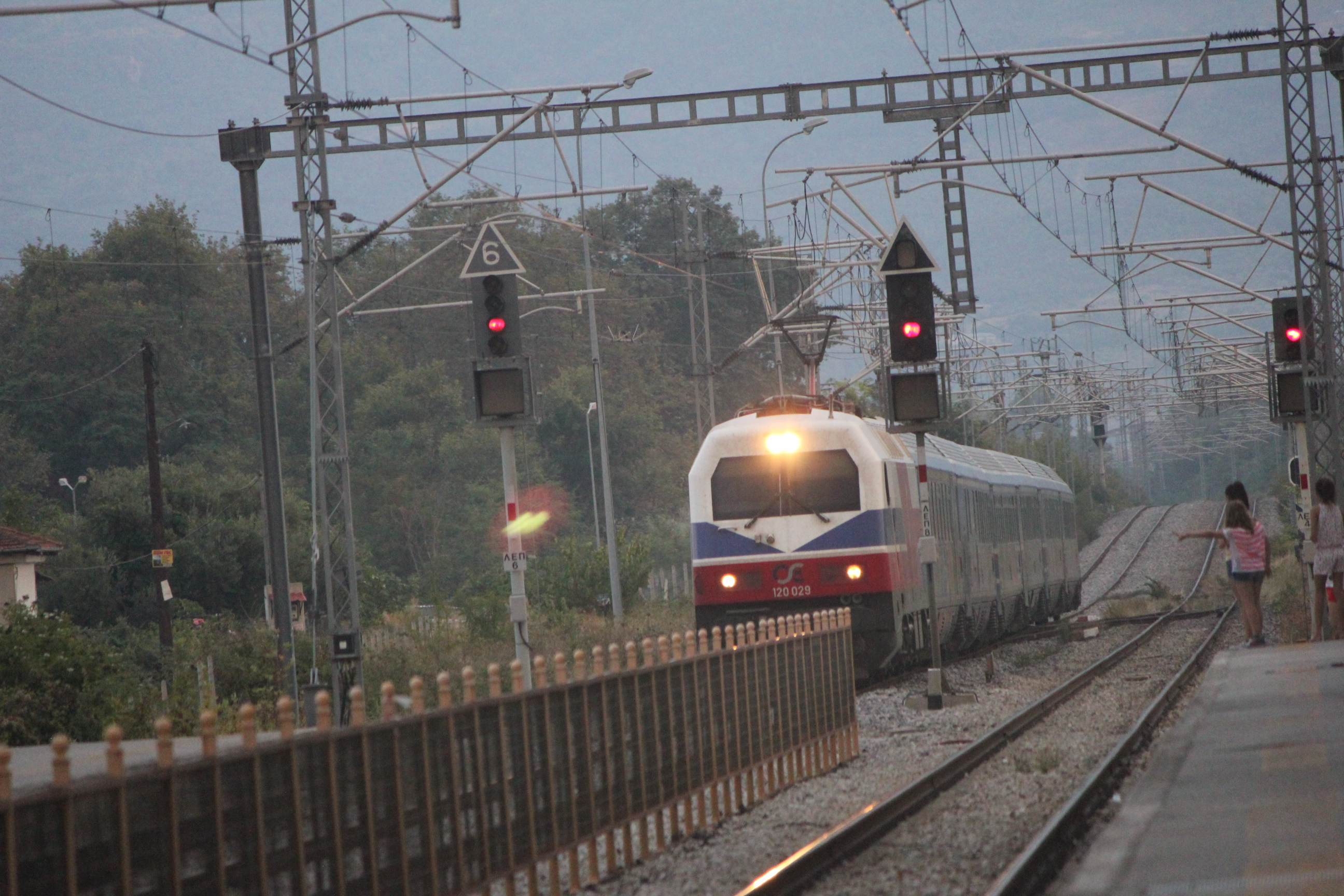
Elektrowóz 120-029 ze składem InterCity relacji Ateny - Saloniki mija bez zatrzymania stację kolejową Leptokaria.

## Historia
Pierwszą linię kolejową w Grecji Ateny – Pireus oddano do użytku 27 lutego 1869 roku, ale większość linii powstała dopiero na początku XX wieku. Wówczas były one budowane przez przedsiębiorstwa prywatne.
W 1920 r. wszystkie prywatne spółki upaństwowiono i powołano Sidirodrom Ellenikou Kratous (CEH).
Podczas II wojny światowej sieć kolejowa została poważnie zniszczona. Z pomocą programu UNRRA powoli ją odbudowywano.
W latach 1930–1939 i ponownie w latach 1945-1962 kursował Arlberg Orient Express, którym można było dojechać bezpośrednio z Paryża, przez Innsbruck, Wiedeń, Belgrad do Aten. W 1962 r. pociągi Orient Express i Arlberg Orient Express przestały kursować, ale CIWL uruchamiało pociąg o nazwie ,,Direct Orient Express", którym dwa razy w tygodniu można było dojechać do Aten. Grecja więc gościła słynne Orient Expressy.
W latach osiemdziesiątych rozpoczęto wówczas elektryfikację głównego szlaku Ateny – Saloniki oraz zamówiono nowy tabor trakcyjny, a w tym spalinowe zespoły trakcyjne AEG DE-IC 2000N.
Od 15 maja 2022 roku na linii Ateny – Salonki kursują pociągi Pendolino.